# Мудрые (Средиземье)
Мудрые, или Мудрецы (англ. The Wise) — в легендариуме Дж. Р. Р. Толкина прозвище некоторых людей Первой Эпохи Средиземья. Они обладали огромным знанием истории и традиций своего народа, особенно касающихся древних дней.

## Общие сведения
… Люди зовут их «Мудрыми», но мало прислушиваются к ним. Ибо не говорят они уверенно, или все в один голос, не обладая точным знанием, каким похваляетесь вы (эльфы), но всегда по необходимости, в зависимости от «знания», из которого должна быть проявлена истина (если её возможно отыскать).— Кольцо Моргота: Атрабет Финрод ах Андрет, стр. 308
Однако Мудрые в основном держали свои знания при себе и передавал их только тем, кого избирали сами. Некоторые из них были женщинами, из которых многие остались незамужними. Среди Мудрых известны следующие люди:
- Беор Старый (англ. Bёor the Old, 262—355 П. Э.)[1], предводитель Первого Дома эдайн во время их путешествия в Белерианд. Передал большую часть своих знаний владыке эльфов Финроду Фелагунду.
- Белемир (англ. Belemir, род. 339 П. Э.), правнук Беора, которому в основном и была передана его мудрость.
- Аданэль (англ. Adanel, род. 339 П. Э.), внучка Мараха и сестра Магора.
- Андрет (англ. Andreth, 361—455? П. Э.), праправнучка Беора. Эльфы также называли её Саэлинд («мудрое сердце»), ибо была она «мудра в мыслях и сильна в знаниях людей и их истории»[2].

## Белемир и Аданэль
Белемир женился на Аданэль и стал отцом пятерых детей, последним из которых был Берен, дед своего знаменитого тёзки, Берена Эрхамиона. В этом браке сильно различающиеся знания и традиции двух Домов эдайн были сведены вместе. Мудрые народа Мараха были единственными людьми, сохранившими легенду о первородном грехе людей (когда вскоре после своего пробуждения люди предпочли поклоняться Мелькору, а не Эру Илуватару, и в результате их продолжительность жизни была сокращена).

## Андрет
Андрет в юности долго жила в доме Белемира, которому приходилась троюродной сестрой, и таким образом узнала сильно различающиеся традиции двух Домов. Она была близким другом владыки эльфов Финрода Фелагунда, звавшегося «другом людей», который часто посещал её в ходе осады Ангбанда и разговаривал с ней о вопросах, касающихся эльфов и людей (поскольку Андрет наиболее из всех Мудрых соглашалась говорить об этом). Одна из таких бесед была записана и позже стала известна как «Атрабет Финрод ах Андрет» (англ. Athrabeth Finrod ah Andreth), «разговор Финрода и Андрет». В исторических анналах Нуменора она часто хранилась вместе с легендой Аданэль, в которой она рассказала Андрет историю падения людей. В соответствии с некоторыми традициями, Андрет также приписывается пророчество о возвращении Турина Турамбара в конце Первой Эпохи (в зависимости от вариантов предсказания его судьбы).
Андрет сильно влюбилась в эльфа Аэгнора, сына Финарфина, после их первой встречи «утром, на высоких холмах Дортониона» и более поздних встреч у Тарн Аэлуин, в котором Аэгнор увидел отражение лица Андрет «со звездой, запутавшейся в (её) волосах». Любовь была взаимной, но нереализованной, поскольку Аэгнор отошёл от Андрет, не доверяя миру периода осады Ангбанда и предчувствуя свою смерть; таким образом они оба остались одинокими и не имели детей. Аэгнор был убит, когда Моргот прорвал осаду Ангбанда в ходе Дагор Браголлах, и Толкин писал, что «возможно, хотя и нигде не утверждается, что и сама Андрет погибла в это же время».